# Freezing
Freezing (яп. フリージング Фури:дзингу, букв. «Заморозка») — манга, написанная и проиллюстрированная корейским манхвакой Дал-Ён Им, совместно с Кван-Хён Ким. Выходит с 27 января 2007 года в журнале научно-фантастической и фэнтези сэйнэн-манги Comic Valkyrie издательства Kill Time Communication. В настоящий момент манга насчитывает 31 томов и продолжает выходить. С 27 сентября 2011 года по 27 января 2012 года в этом же журнале публиковался спин-офф манги — Freezing: First Chronicle (яп. フリージング　ファーストクロニクル фури:дзингу: фа:суто куроникуру), а с 27 марта 2012 года публикуется второй спин-офф — Freezing: Zero (яп. フリージングZERO Фури:дзингу: Дзэро). С апреля 2013 года публикуется третий спин-офф Freezing Pair Love Stories (яп. フリージング　ペアラブストーリーズ фури:дзингу пэа рабу суто:ри:дзу). Трансляция первого сезона, созданного студией A.C.G.T велась с 8 января по 2 апреля 2011 года на японском телеканале AT-X. Трансляция второго сезона — Freezing Vibration (яп. フリージング ヴァイブレーション фури:дзингу вайбурэ:сён) велась с 4 октября по 20 декабря 2013 года. После выхода 94 главы, издатель выделил все предыдущие главы манги, как первую часть основной истории, а новые издаются как вторая часть.

## Сюжет
Действие происходит в недалёком будущем: после нескольких вторжений на Землю пришельцев из другого измерения, называемых Новами (англ. N.O.V.A.), мир находится в состоянии войны с ними, однако любое земное оружие бессильно против них.
Для противостояния им в специальных учебных заведениях разных стран обучаются и тренируются генетически усовершенствованные девушки, которым хирургически пересадили ткани Нов — Пандоры, с боевыми сверхспособностями и их партнёры-юноши, Ограничители, обладающими возможностью высвобождать особое поле, ограничивающее подвижность противника (обычно на 20-70 %) — тем самым его «заморозить», что позволяет взять верх над Новой. В произведениях рассказывается о студентах Западно-Японской Военной Академии Генетики (англ. West Japan Genetics Military Academy) Кадзуя Аое, потерявшего свою сестру во время 8-го вторжения Нов, которая была пандорой, и Сателлайзе эль Бриджит, одной из лучших студенток-пандор со сложным характером. Несмотря на предостережения других студентов относительно Сателлайзы, подверженной гаптофобии, Кадзуя предлагает ей дружбу и стать её ограничителем. В сюжетной линии раскрывается история их дружбы, взаимоотношений студентов академии и войны с Новами.

## Персонажи
Кадзуя Аой (яп. アオイ カズヤ Аой Кадзуя) — главный герой, японец поступивший в Западно-Японскую Академию Генетики, чтобы стать ограничителем. Он внук Гэнго Аоя, одного с специалистов создававших пандор. Его старшая сестра, Кадзуха Аой, погибла уничтожив одну из Нов, во время последнего, восьмого, вторжения, произошедшего незадолго до начала события произведений. В отличие от других студентов, которые боятся и ненавидят Сателлайзу, он добр к ней и считает, что её не понимают. Сопереживая ей, из-за её сходства со своей покойной сестрой, он решает и предлагает стать её ограничителем. Несмотря на то, что он мужчина, в его теле содержатся стигмы, что позволяет ему применять «замораживание» без необходимости сенсонизации с пандорой. Обычно же, эта способность может быть применена, только после инициации во время церемонии образования пары пандора-ограничитель, называемой «крещением». Это делает его идеальным партнёром для Сателлайзы, так как она отказывалась образовывать пару с любым из ограничителей. Кроме того, способность Кадзуи может быть обращена не только против Нов, применением к которым она, как считалось, ограничивается, а также он способен нейтрализовать «заморозку» других ограничителей.
Сэйю: Мицухиро Итики
Сателлайза эль Бриджит (яп. サテライザー エル ブリジット Сатэрайдза: эру Буридзитто) — главная героиня, одна из сильнейших пандор в академии, была первой среди студенток второго курса, но из-за вмешательства Кадзуя Аоя во время последнего турнира, «Карнавала», оказалась на втором месте. Она получила прозвище «Неприкасаемая Королева» из-за своей гаптофобии, от студентов испытывающих к ней страх, за счёт своей холодности и жестокости. Несмотря на свою грозную репутацию и жестокость в бою, у неё спокойный и замкнутый характер, она коллекционирует плюшевых животных и занимается вязанием. Она родом из благородной британской семьи эль Бриджит, в состав которой входит, несмотря на то что внебрачная дочь главы рода, Говарда эль Бриджит, и его любовницы Ноэль Оллэк. За это её саму и её мать ненавидит жена отца, которая поощряет издевательства над ней своего сына, младшего брата Сателлайзы. И позже эти издевательства перерастают в сексуальное насилие над ней, но она была вынуждена это стерпеть, так как её мать больна и она не хочет, чтобы их положение ухудшилось. Об этом становится известно её старшей сводной сестре, Виолет, которая увозит Сателайзу из дома для её же безопасности. По возвращении, Сателлайза застаёт свою мать при смерти, и та просит у неё прощения за всё, что ей пришлось пережить и говорит, чтобы она никогда не падала духом и была сильнее несмотря ни что. Слова матери становятся для Сателайзы движущей силой в жизни, придавая ей больше решимости и сильную волю. Из-за пережитого насилия она не терпит прикосновений к себе настолько, что порой это приводит к трагическим последствиям. Однако, Кадзуя оказывается единственным исключением и она теряется, когда он до неё дотрагивается. Изначально она не желает иметь с ним ничего общего, но в конечном итоге она получает преимущество за счёт его доброты и принимает его, как своего ограничителя. Благодаря этому демоны её прошлого теряют над ней силу, она избавляется от своей боязни и больше не реагирует остро, когда другие к ней прикасаются. Несмотря на низкий уровень синхронизации с стигматами у Сателайзы, в неё было имплантировано шесть стигм Кадзухи перед зачислением в Генетику благодаря влиянию её семьи. Несмотря на свою близорукость, перед боем она всегда снимает очки, так как активация вольт-структуры приводит к улучшению чувств, компенсируя в том числе и недостатки. Используемое ею вольт-оружие, «Кровь Новы», представляет собой тэкко c гигантским лезвием, такое же, которое применяла Кадзуха.
Сэйю: Мамико Ното
Лана Линчен (яп. ラナ リンチェン Рана Ринтэн) —  студентка переведённая из Тибета в Западную Академию Генетики, чтобы она могла лучше изучить свои возможности пандоры и найти «свою родственную душу» (ограничителя). Она довольно наивная и не обладает сколь бы то ни было значительным жизненным опытом, особенно в городской среде, из-за чего её легко обмануть. Она считает, что Кадзуя её вторая половина, но узнаёт, что он ограничитель Сателлайзы. Благодаря этому и используя её наивность, студентки третьего курса вовлекают её в противостояние с самой Сателлайзой, убеждая, что та с Кадзуя только из-за его способностей. Но после того, как она узнаёт, что её обманули, она объединяет свои усилия с Сателлайзой для борьбы против третьекурсниц. Несмотря на то, что она принимает выбор Кадзуи, она надеется его убедить стать своим ограничителем и продолжает соперничество с Сателлайзой. У Ланы шесть стигм, которые были у неё, в отличие от большинства пандор, с рождения, а не имплантированы хирургическим образом. На её родине стигмы называются «Слёзы Куньлунь» (яп. クンルンの涙 Кунрун но намида), а активация стигм — «Открытие Святых Врат». Она специализируется на рукопашном бое, «Кулак Восьми Крайностей», в стиле бацзицюань, а её вольт-оружие, «Четыре чувства» (яп. 四念 Синэн), — стальные полуперчатки и ботинки. Так же она применяет особые приёмы «Коготь Пустоты» (яп. 空牙 Ку:га) и «Горящий Коготь» (яп. 炎牙 Энга).
Сэйю: Кана Ханадзава

### Студенты первого и второго курсов Западной Академии Генетики
Ганесса Роланд (яп. ガネッサ ローランド Ганэсса Ро:рандо) — студентка второго курса, родом из Великобритании и известная как «Ангел Заточения». Изначально она была второй среди второкурсниц, но воспользовавшись замешательством Сателлайзы из-за вмешательства Кадзуи, она становится первой победив её. Вспыльчивая и горделивая, она легко раздражается и будучи уязвлённой, разряжается на ком-либо из окружающих, чаще всего на Артуре. Хотя она считает Сателлайзу своей конкуренткой, в то же время она её друг и соратник. Её силовое-оружие, «Сковывающие Цепи», четыре (в аниме шесть) манрики-кусари, крепящиеся на спине. Она может управлять их движением и длиной. В аниме у двух кусари как груз используются дисковые пилы.
Сэйю: Эри Китамура
Артур Криптон (яп. アーサー クリップトン А:са: Куриппутон) — ограничитель Ганессы, который к тому же ею сильно восхищается. Из-за репутации Сателлайзы, он постоянно предупреждает Кадзуя, чтобы тот от неё держался подальше.
Сэйю: Нобухико Окамото
Кахо Хиираги (яп. ヒイラギ カホ Хиираги Кахо) — однокурсница Кадзуя и Артура, и староста их группы. Её силовое оружие — два коротких клинка.
Сэйю: Руми Окубо

### Студенты третьего курса Западной Академии Генетики
Шиффон Фейрчайлд (яп. シフォン フェアチャイルド Сифон Фэатяйрудо) — пандора 1-го ранга, студентка третьего курса, обладающая деятельным характером, благодаря чему стала президентом студенческого совета. В некоторых ситуациях она становится опасна настолько, что многие студенты начинают её бояться и уважать, в том числе и студенты третьего курса. Она известна как «Бесподобный Улыбающийся Монстр» (англ. Unmatched Smiling Monster), обладает четырьмя стигмами и особой способностью, называемой «Выпад Иллюзий», что делает её одной из самых сильнейших пандор в мире. При поступлении в Академию подружилась с Тишей Финил. Она была обладательницей особой техники, которой владела Мария Ланселот. Погибла при сражении с Е-пандорой, которая приняла облик Новы. Её силовое оружие — некодэ с увеличенными когтями. Узнав, что сон омолаживает кожу, постоянно пребывает в состоянии сна, отчего её глаза почти всегда закрыты.
Сэйю: Марина Иноуэ
Элизабет Мэйбли (яп. エリザベス メイブリー Эридзабэсу Мэйбури:) — пандора 2-го ранга среди студенток третьего курса. Родом из Великобритании. Её семья управляет винным заводом и косметической корпорацией. Силовое оружие Элизабет — пара дистанционно управляемых фигур в виде ромбов, атакующих противника потоком энергии в виде луча.
Сэйю: Юко Каида
Тисси Фенилл (яп. ティシー フェニール Тиси: Фэни:ру) — пандора 3-го ранга среди студенток третьего курса и помощница Шиффон в Студенческом Совете. Она известна как «Тихий убийца». Её силовое оружие — занбато.
Сэйю: Ая Утида
Арнетт МакМиллиан (яп. アーネット マックミルラン А:нэтто Маккумируран) — пандора 4-го ранга среди студенток третьего курса. Родом из Швейцарии. Её силовое оружие — «Газонокосилка» (яп. サイスマキナー Сайсу Макина:), коса с двумя лезвиями. Является одной из самых быстрых пандор среди 3-го курса. Также известна как «Кровавая шутница».
Сэйю: Ю Асакава
Клео Бранд (яп. クレオ ブランド Курэо Бурандо) — пандора 5-го ранга среди студенток третьего курса, известная как «Молот Молний» (яп. 電光の鉄槌 Дэнко: но тэтцуй). Родом из Германии. Её силовое оружие — «Клыки Вечности» (яп. インフィニティファング Infiniti Fangu), перчатки из стальных пластин.
Сэйю: Идзуми Китта
Атия Симмонс (яп. アティア シモンズ Атиа Симондзу) — пандора-итальянка 6-го ранга среди студенток третьего курса, известная как «Дьявольская Хитрюга». Её силовое оружие — моргенштерн.
Сэйю: Кана Уэда
Ингрид Бернштейн (яп. イングリッド バーンシュタイン Ингуриддо Ба:нсютайн) — пандора 7-го ранга среди студенток третьего курса. Родом из Германии, известная как «Страж Дисциплины», благодаря её стремлению поддерживать соблюдение правил академии. Её силовое оружие, «Доверие Богов», два клинка выполненные в виде тонф. Она может применять особую способность «Режим Бури», создающую иллюзию у противников, будто атакуют сразу четыре Ингрид.
Сэйю: Ами Косимидзу
Мияби Каннадзуки (яп. カンナヅキ ミヤビ Каннадзуки Мияби) — соблазнительница, которая собирает в своём окружении самых юных и красивых студентов академии. В её подчинении находится трое ограничителей. Хотя, себя она называет «Освобождающей от Добродетели», Мияби больше известна под унизительным прозвищем «Поедательница Ограничителей», так как соблазняя нового ограничителя, ей приходится забирать стигму данную при обряде «крещения» у одного из троих уже находящихся под её контролем, и тем самым «изгоняемый» перестаёт быть её ограничителем. Её вольт-оружие, «Самонаводящиеся Кинжалы», несколько кинжалов, которыми она дистанционно управляет. Она выслеживает Кадзую и пытается сделать его своим ограничителем, однако он сопротивляется этому, что приводит к противостоянию Мияби с Неприкосновенной Королевой. После своей победы, Мияби и её ограничители унижают Сателлайзу и пытаются её выставить на посмешище перед всей академией, что приводит к тому, что Кадзуя активирует свою способность к «заморозке», обездвиживая их. От окончательной расправы Сателлайзу останавливает Кадзуя, «замораживая» её и прося проявить милосердие. В дальнейшем эта стычка привела к противостоянию студенток третьего курса с Сателлайзой.
Сэйю: Нацуко Куватани

### Персонал Западной Академии Генетики
Юми Ким (яп. キム ユミ Киму Юми) — преподаватель и инструктор, воевавшая в одной оперативной группе вместе с Кадзухой и Элизой во время 8-го вторжения Нов. Она использует копьё, как своё силовое оружие.
Сэйю: Акэно Ватанабэ
Элиза Шмиц (яп. エリズ シュミッツ Эридзу Сюмитцу) — бывшая пандора, воевавшая во время 8-го вторжения Нов наравне с Кадзухой и Юми. Позже она стала врачом Западной Академии и заботится об исцелении пандор получивших травмы во время сражений. Как силовое оружие, она использует два кинжала.
Сэйю: Фумиэ Мидзусава
Сестра Маргарет (яп. シスター＝マーガレット Сисута: Ма:гарэтто) — ректор Западной Академии Генетики.
Сэйю: Риэко Такахаси

### Из Восточной Академии Генетики
Кейси Локхерт (яп. キャシー ロックハート Кяси: Роккуха:то) — студентка третьего курса, лучшая пандора в своей академии. Она известна как «Богиня Скорости» (яп. 神速 Синсоку), благодаря своей способности к четырёхкратному ускорению, что делает её одной из самых сильных пандор. Несмотря на высокую синхронизацию стигм, она не ощущает себя лучшей и считает, что не заслуживает своего звания. Во время сражения с Новой класса R, её тело было поглощено противником, из-за чего некоторые из сражавшихся её товарищей решили, что она приняла форму Новы. Она вместе с другими студентами Восточной Академии напала на Западную, под влиянием Новы, сражаясь и почти уничтожив Сателайзу, но потерпела поражение и смогла освободиться от влияния поглотившей Новы.
Сэйю: Риэ Кугимия

### Остальные
Луис эль Бриджит (яп. ルイス エル ブリジット Руису эру Буридзитто) — младший сводный брат Сателайзы, унижавший и издевавшийся над ней. Внешне добродушный и заботливый, он скрывает свои садистские наклонности, которые проявляет по отношению к Сателайзе и Холли.
Сэйю: Асами Санада
Холли Роуз (яп. ホーリー ローズ Хо:ри: Ро:дзу) — первая среди студенток третьего курса из Великобританской Академии Генетики. Внешне схожа с Сателайзой, за исключением того, что у неё седые волосы. Её ограничитель — Луис.
Марина Максвелл (яп. マリン マックスウェル Марин Маккусуэру) — пандора, погибшая в прикрытии, благодаря которому первокурсницы находившиеся под её командованием смогли благополучно отступить. Была другом для Ингрид Бернштайн.
Сэйю: Акира Касахара
Роксана Элайптон (яп. ロックサヌ エリプトン Роккусану Эрипутон) — пандора из Американской Академии Генетики, известная как «Бессмертная», благодаря своей способности к регенерации любой части тела. Шарлиз иногда обращается к ней, как «Девочка-зомби» или «Мертвяк».
Шарлиз Бонапарт (яп. シャルル ボナパルト Сяруру Бонапаруто) — пандора из Французской Академии Генетики, известная как «Юный Феникс Гроз», способная создавать до десяти своих образов.
Юлия Манберк (яп. ユリア ムンベルク Юриа Мунбэруку) — пандора из Германской Академии Генетики, известная как «Бродяга», способная создавать «Акустическую сеть» — направленную ударную волну на большой дистанции.
Кадзуха Аой (яп. アオイ カズハ Аой Кадзуха) — самая сильная пандора, из сражавшихся во время 8-го вторжения Нов и старшая сестра Кадзуи. Она пожертвовала собой, остановив Нову. Кадзуха была уникальной пандорой, 12 % её тела состояла из стигм (а также 20 стигм на спине), однако из-за того она сама стала обращаться в Нову. Поэтому были введены ограничения на максимальное число вживляемых стигм. Шесть из её стигм были имплантированы Сателлайзе, три — Кесси, по две — Шарлиз и Юлии, и одна — Роксане.
Сэйю: Мамико Ното

### Легендарные пандоры
Шиффон Фейрчайлд, Люси Рено, Тэслад, Винди Мэй, Кассандра являются первыми прототипами пандор. Созданные с помощью ДНК Аоя Генко и Марии Ланселот, их тела более чем на 90 % состоят из стигм и они являются тётями Кадзуи.

## Терминология
- Пандора (яп. パンドラ)

Девушки, которые в результате генной инженерии, приобретают сверх-способности, позволяющие им сражаться с Новами. Они способны материализовать уникальное оружие, называемое вольт-оружием. Самые лучшие пандоры способны входить в состояние, называемым «Режимом Пандоры», в котором у них усиливаются способности и они могут перемещаться в «замораживающем» поля противника без участия ограничителей. В манге пандоры в этом режиме облачаются в бронированный доспех, в то время как в аниме они меняются физически — обесцвечиваются волосы, глаза приобретают жёлтый цвет и вокруг запястий и лодыжек появляются синие кольца.
- Ограничитель (яп. リミッター Римитта:)

Юноша-партнёр пандоры, имеющий способность «замораживать» противника, ограничивая тем самы его подвижность, и предотвращать воздействие «замораживающего» поля Нов на пандору с которой находится в паре. Для активизации этой способности пандора производит сенсонизацию с партнёром до применения «замораживания». Считается, что чем моложе по сравнению с пандорой ограничитель, тем выше между ними синхронизация.
- Нова (яп. 異次元体ノヴァ Идзигэнтай Нова)

Меж-пространственные пришельцы, вторгающиеся на Землю. Первые их вторжения происходили с разницей в восемь лет, но со временем атаки участились. Также, из Пандоры, потерявшей контроль над своими стигмами, может появится Нова. С каждым новым вторжением Новы становятся сильней.
- Стигма (яп. 聖痕 Сэйкон)

Органическая ткань, выделенная из Нов и наделяющая пандор и ограничителей их способностями. Как правило, эти ткани имплантируются на спину, но у некоторых из людей, как например, у сестры и брата Аой, большое число этих тканей содержится внутри тела, наделяя их особыми способностями. В связи с тем, что стигмы выделяются из Нов, есть вероятность, что те в кого они были имплантированы, могут стать гибридными Новами.
Стигмы могут быть и врождёнными, как у Кадзухи и Кадзуи Аой, и у Ланы Линчен с Луной Линчен.
- Сенсонизатор (яп. イレインバー Ирэйнба:)

Особый сенсорный орган неизвестного происхождения образующийся у пандор и ограничителей, позволяющий контролировать тело и чувства намного лучше, чем это обеспечивают нейронные связи. Так же позволяет производить пандорам сенсонзацию с партнёром-ограничителем для активации его способностей.
- Режим Пандоры (яп. パンドラモード Пандора Мо:до)

Позволяет лучшим из пандор обходится без поддержки ограничителей, для нейтрализации воздействия «замораживающего» поля Нов, так как эта способность ограничителей может действовать непродолжительное время и требует повторной сенсонизации. Так же в этом состоянии значительно усиливает способности пандоры, однако она может выйти из под контроля. Обычно этой особенностью наделяются пандоры третьего курса, так как в сражениях во время Карнавала не могут принимать участие ограничители. В ходе эксперимента этот режим доступен и некоторым второкурсницам, но им запрещено его использовать в сражениях друг с другом.
- Карнавал (яп. カーニバル Ка:нибару)

Периодические турнирные сражения между пандорами одного курса, для проверки и оттачивания их способностей в условиях приближенных к реальным боевым, а также для установления действующей иерархии среди пандор.
- Генетика (яп. ゼネティックス Дзэнэтиккусу)

Организация занимающаяся изучением Нов и способам противодействия им. В ней посредством генной инженерии были созданы пандоры. При организации открыты военные академии по всему миру для обучения и тренировки пандор и их партнёров-ограничителей.

## Медиа-издания

### Манга
Написанная манхвакой Дал-Ён Им и проиллюстрированная Кван-Хён Ким, манга Freezing была опубликована в японском журнале для мужчин Comic Valkyrie издательства Kill Time Communication в 2007 году. Отдельные главы также были изданы коллекционными томами — первый том был выпущен 26 октября 2007 года и последний, двадцать второй — 29 декабря 2013 года. За пределами Японии манга выпускается Haksan Culture Company в Южной Корее, Tong Li Publishing в Тайване и Bamboo Edition во Франции.
Спин-офф манги, под заглавием Freezing: First Chronicle (яп. フリージング　ファーストクロニクル Furījingu: Fāsuto Kuronikuru), проиллюстрированный Jae-Ho Yoon, был опубликован в журнале Comic Valkyrie с ноября 2011 года по март 2012 года и выпущен в формате танкобона 29 февраля 2012 года. В четырёх главах рассказывается о первом годе обучения Шиффон Фейрчайлд в Западной Академии Генетики, о том как она стала председателем Студенческого Совета и о происхождении её прозвища.
Второй спин-офф, под заглавием Freezing: Zero (яп. フリージングZERO Furījingu: Zero), проиллюстрированный Soo-Cheol Jeong, будет опубликован в журнале Comic Valkyrie с мая 2012 года. Действие манги разворачивается вокруг Кадзухи Аой, Юми Ким и Элизы Шмиц, действующих как элитное подразделение Numbers.

#### Список томов
| № | Дата публикации      | ISBN                                                                       |
| --- | -------------------- | -------------------------------------------------------------------------- |
| 1 | 26 октября 2007 года | ISBN 978-4-86032-474-2                                                     |
| - 001. "The Untouchable Queen" - 002. "The Hunted Girl" - 003. "Pandora vs. Pandora" - 004. "Retribution" - 005. "Target" |                      |                                                                            |
| 2 | 30 апреля 2008 года  | ISBN 978-4-86032-570-1                                                     |
| - 006. «The Difference in Power» - 007. «The Restrained Ingrid (1)» - 008. «The Restrained Ingrid (2)» - 009. «Decision» - 010. «The Visitor from Tibet» - 011. «She is Lana Rinchen»                                            |                      |                                                                            |
| 3 | 30 октября 2008 года | ISBN 978-4-86032-650-0                                                     |
| - 012. «A Sign of Rivalry» - 013. «Stigma Body» - 014. «Strategy» - 015. «Lana’s Strength» - 016. «Mortal Combat» - 017. «Punishment»                                                                                            |                      |                                                                            |
| 4 | 10 апреля 2009 года  | ISBN 978-4-86032-739-2                                                     |
| - 018. «The Majestic 3rd Years (1)» - 019. «The Majestic 3rd Years (2)» - 020. «Reminiscience» - 021. «Counterattack!!» - 022. «Each Respective Pride» - 023. «Sharpened Stone» - 024. «Conclusion»                              |                      |                                                                            |
| 5 | 12 июля 2009 года    | ISBN 978-4-86032-787-3                                                     |
| - 025. «East Genetics» - 026. «Cassie Lockheart» - 027. «Corrosion» - 028. «A Looming Threat» - 029. «Nova Form» - 030. «Target Location» - 031. «Desperate Struggle»                                                            |                      |                                                                            |
| 6 | 28 октября 2009 года | ISBN 978-4-86032-829-0                                                     |
| - 032. «Elizabeth Mayberry» - 033. «Trauma» - 034. «No Interval» - 035. «Comrade» - 036. «Stigmata of Sympathy» - 037. «Shocking Finale» - 038. «Dinner Party»                                                                   |                      |                                                                            |
| 7 | 29 марта 2010 года   | ISBN 978-4-86032-898-6                                                     |
| - 039. «Invitation» - 040. «To the Tropical Islands» - 041. «The Older Sister’s Feelings» - 042. «Bound» - 043. «Jealous Lover» - 044. «A Woman’s Intuition» - 045. «True Feelings»                                              |                      |                                                                            |
| 8 | 25 августа 2010 года | ISBN 978-4-86032-964-8                                                     |
| - 046. «Mark of Slavery» - 047. «Bonds» - 048. «Released Shackles» - 049. «Siblings #1» - 050. «Siblings #2» - 051. «The Pandora Project» - 052. «Forget that; Let’s play soccer!»                                               |                      |                                                                            |
| 9 | 10 октября 2010 года | ISBN 978-4-86032-993-8                                                     |
| - 053. «Sub-Zero Earth» - 054. «Pandora vs. Pandora» - 055. «Difference in Strength» - 056. «Those Who Crawl Along the Ground» - 057. «MARK IV» - 058. «Scarlett Ohara» - 059. «The Cost of Sacrifice (Part 1)»                  |                      |                                                                            |
| 10 | 22 февраля 2011 года | ISBN 978-4-79920-029-2                                                     |
| - 060. «The Cost of Sacrifice (Part 2)» - 061. «Typhon Tempest» - 062. «Death of a Comrade» - 063. «Doubt» - 064. «Determination» - 065. «Obstacle»                                                                              |                      |                                                                            |
| 11 | 27 июля 2011 года    | ISBN 978-4-79920-108-4                                                     |
| - 066. «Ideals and Reality» - 067. «Cold Decision» - 068. «Rebellion» - 069. «Elizabeth's Determination» - 070. «Traitors» - 071. «Conflicting Intentions» - 072. «Fierce Battle»                                                |                      |                                                                            |
| 12 | 27 октября 2011 года | ISBN 978-4-7992-0151-0                                                     |
| - 073. «Collision 1» - 074. «Collision 2» - 075. «Charles Bonaparte» - 076. «The Right Side» - 077. «Difference Between Experince» - 078. «Monster 1» - 079. «Monster 2» - 080. «Existence That Can't Be Allowed»                |                      |                                                                            |
| 13 | 29 февраля 2012      | ISBN 978-4-7992-0212-8                                                     |
| - 081. «Forbidden Door» - 082. «Resonance 1» - 083. «Resonance 2» - 084. «Connected Consciences» - 085. «Distant Memories» - 086. «Anti-Nova 1» - 087. «Anti-Nova 2» - 088. «Illusion Turn»                                      |                      |                                                                            |
| 14 | 27 апреля 2012       | ISBN 978-4-7992-0244-9 (w/CD Edition) ISBN 978-4-7992-0243-2 (Regular Ed.) |
| - 089. «Heart to Heart» - 090. «Friends» - 091. «The Meaning of a Smile» - 092. «What She Left Us» - 093. «A Time for Change I» - 094. «A Time for Change II» - 095. «A Time for Change III» - 096. «A Time for Change IV»       |                      |                                                                            |
| 15 | 29 августа 2012      | ISBN 978-4-7992-0244-9 (w/CD Edition) ISBN 978-4-7992-0303-3               |
| - 097. «A New Rival Appears!» - 098. «Excercise» - 099. «Valkyries» - 100. «Valkyries II» - 101. «A Promise for a Rival» - 102. «Ouka Tenjouin» - 103. «Team 13» - 104. «What Kazuha Has Left»                                   |                      |                                                                            |
| 16 | 2 ноября 2012        | ISBN 978-4-7992-0335-4                                                     |
| - 105. «Causes of Breaking» - 106. «Causes of Breaking II» - 107. «Causes of Breaking III» - 108. «A Grandfather's Thoughts» - 109. «Old Memories» - 110. «A Risky Situation» - 111. «A Risky Situation II» - 112. «Unsolicited» |                      |                                                                            |
| 17 | 29 января 2013       | ISBN 978-4-7992-0377-4                                                     |
| - 113. «Were you Waiting for Me?» - 114. «Plasma Weapon» - 115. «Maria» - 116. «Joint Exercise» - 117. «Joint Exercise II» - 118. «Cries» - 119. «Cries II»                                                                      |                      |                                                                            |
| 18 | 3 марта 2013         | ISBN 978-4799204023                                                        |
| - 120. «Cries III» - 121. «Plan» - 122. «Transcendence» - 123. «With All Yourself» - 124. «New Power» - 125. «Beyond» - 126. «New Life Forms»                                                                                    |                      |                                                                            |
| 19 | 29 мая 2013          | ISBN 978-4799204290                                                        |
| - 127. «Anxiety» - 128. «Growth» - 129. «Sacrifices» - 130. «Courage» - 131. «Overwhelming Power» - 132. «Return» - 133. «Trust»                                                                                                 |                      |                                                                            |
| 20 | 27 июля 2013         | ISBN 978-4799204542                                                        |
| - 134. «Violated» - 135. «The Immortal Pandora» - 136. «A Cry From the Soul» - 137. «Difference In Strength» - 138. «Light Speed Bullet» - 139. «Guardians» - 140. «Legends»                                                     |                      |                                                                            |
| 21 | 5 октября 2013       | ISBN 978-4799204979                                                        |
| - 141. «The Sisters of Lab 13, Part I» - 142. «The Sisters of Lab 13, Part II» - 143. «Lull» - 144. «Distant Memory» - 145. «Kin» - 146. «Definition of a Human Being» - 147. «Preliminary Battle, Part I»                       |                      |                                                                            |
| 22 | 29 декабря 2013      | ISBN 978-4799205211                                                        |
| - 148. «Preliminary Battle, Part II» - 149. «Failure List» - 150. «Restart» - 151. «A Brief Reprieve» - 152. «Motherhood» - 153. «Behind Her Smile» - 154. «Family Bonds»                                                        |                      |                                                                            |

### Аниме
Аниме адаптация манги демонстрировалась с 8 января 2011 года по 2 апреля 2011 года на канале AT-X. Демонстрация на этом канале шла без цензуры в формате 4:3, в то время как показ на канале Tokyo MX (с 9 января) и нескольких других шёл в большом формате 16:9 и в сильно цензурированном виде. Серия из шести DVD и Blu-Ray дисков выпущена между 23 марта 2011 года и 24 августа 2011 года, каждый диск содержит по две серии, а также OVA. Открывающая музыкальная тема «Color» в исполнении MARiA, а закрывающая "To Protect You" (яп. 君を守りたい Kimi wo Mamoritai) — Aika Kobayashi.

#### Список TV серий
| № серии | Название                        | Трансляция в Японии |
| ------- | ------------------------------- | ------------------- |
| 1       | Untouchable Queen               | 8 января 2011       |
| 2       | Pandora Mode                    | 15 января 2011      |
| 3       | Accelerating Turn               | 22 января 2011      |
| 4       | Tempest Turn                    | 29 января 2011      |
| 5       | She is Rana Linchen             | 5 февраля 2011      |
| 6       | Machination                     | 12 февраля 2011     |
| 7       | Sanction                        | 19 февраля 2011     |
| 8       | Pandora Queen                   | 26 февраля 2011     |
| 9       | Godspeed of the East            | 5 марта 2011        |
| 10      | NOVA Form                       | 12 марта 2011       |
| 11      | Ambush! Ravensborne Nuclecheode | 26 марта 2011       |
| 12      | Satellizer VS. Pandora          | 7 апреля 2011       |

#### Список эпизодов OVA
| № эпизода | Название | Дата выпуска в Японии |
| --------- | --- | --------------------- |
| 1         | I Want to Touch Her♥Satellizer, the Girl with Glasses «Sesshoshitai no♥Megane-musune Sateraizā» (接触したいの♥メガネっ娘サテライザー)                 | 29 марта 2011         |
| 2         | Lots of Secrets♥The First Room Invitation «Himitsu ga Ippai♥Hatsu Heya-iri» (秘密がいっぱい♥初部屋入り)                                               | 27 апреля 2011        |
| 3         | Someone's Going to See♥Overly-extreme Physical «Mie Chau no♥Kageki Sugiru Shintai Sokutei» (見えちゃうの♥過激すぎる身体測定)                          | 25 мая 2011           |
| 4         | The Genetics Swim Meet♥There Are Nip Slips, Too «Zenetikkusu Suiei Taikai♥Porori mo aru yo» (ゼネティックス水泳大会♥ポロリもあるよ)                   | 22 июня 2011          |
| 5         | Don't Look♥The Pandora's Bare Change of Clothes «Micha dame♥Pandora-tachi no Nama Kigae» (見ちゃだめ♥パンドラ達の生着替え)                            | 27 июля 2011          |
| 6         | Freezing Gone Wild♥Sighs-a-plenty for the Pandoras «Bōsō Furījingu♥O Ane-sama-tachi no Toiki ga Ichi-hai» (暴走フリージング♥お姉さまたちの吐息が一杯) | 24 августа 2011       |